# Fiodor Rerberg
Fiodor Petrovitch Rerberg (en russe : Фёдор Петрович Рерберг), né le 9 octobre 1868 et mort le 14 septembre 1928, est un général russe qui combattit durant la Première Guerre mondiale avec Armée impériale russe.

## Biographie
Il est né le 9 octobre 1868 à Tbilissi. Il est le fils de Peter Fiodorovitch Rerberg et Natalia Nikolaïevna, née Gersenova. En 1885, il étudie dans le Corps des Cadets de Tbilissi.
En 1893, il devient capitaine dans le district militaire de Kiev. De 1902 à 1904 il est chef d'état-major de la Forteresse de Libau. Il participe à la Guerre russo-japonaise de 1904 à 1905. De 1904 à 1906 il est chef de l'état-major de la 2e Armée russe. Il devient major-général en 1912. De 1912 au 30 juin 1915 il sert comme chef d'état-major du 10e Corps d'armée. Il participe à la Bataille de Lemberg en août 1914.
En 1919 il est chef d'état-major de la forteresse de Sébastopol. Elle est évacuée le 21 février 1920. En 1920, il s'exile en Égypte. Il est mort le 14 septembre 1928 et est enterré dans le cimetière orthodoxe grec à Alexandrie.